# أيرس ثراش
أيرس ثراش (بالإنجليزية: Ayres Thrush)‏ المعروفة ب سنو إس-2  هي طائرات زراعية أحادية السطح، تنتجها  شركة ايريس  [الإنجليزية] ومؤخراً من قبل  طائرات ثراش [الإنجليزية] وهي واحدة من أكثر الطائرات الزراعية نجاحا والأطول عمراً في العالم، ومنذ 1956 بيعت ما يقرب من 2000 طائرة من إنتاج الشركة.

## الموديلات

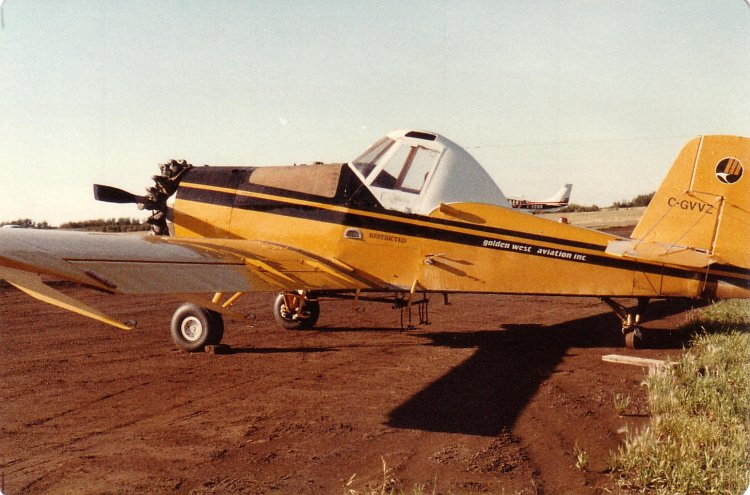
ايريس أس-2آر ثراش

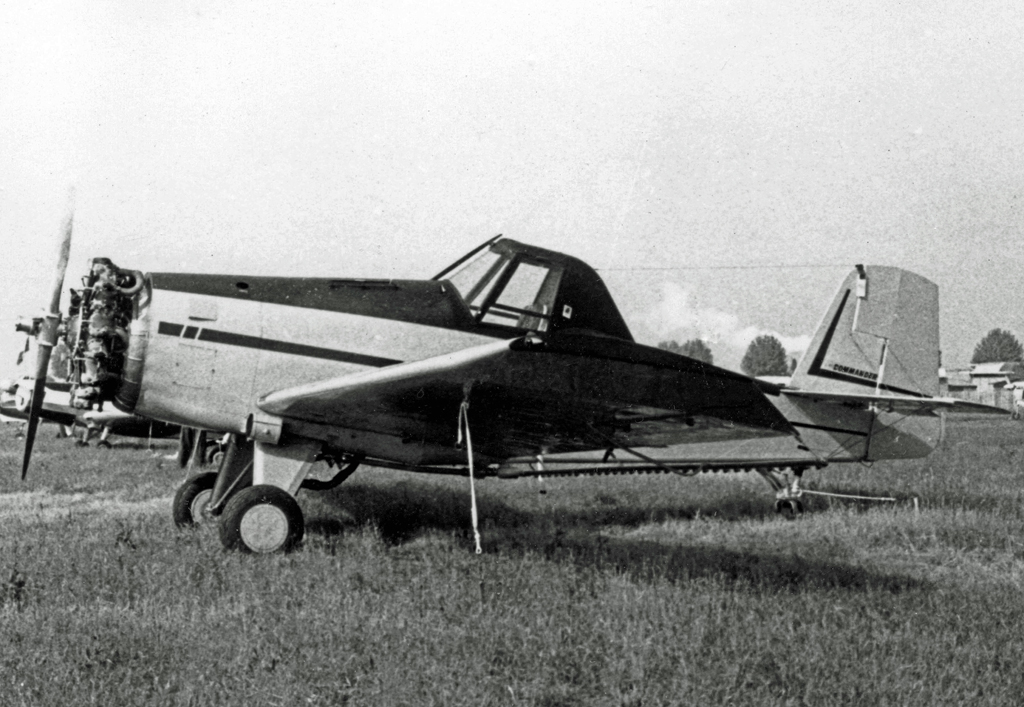
عرضت ايرو كوماندر إس-2دي في عام 1967 في معرض باريس للطيران

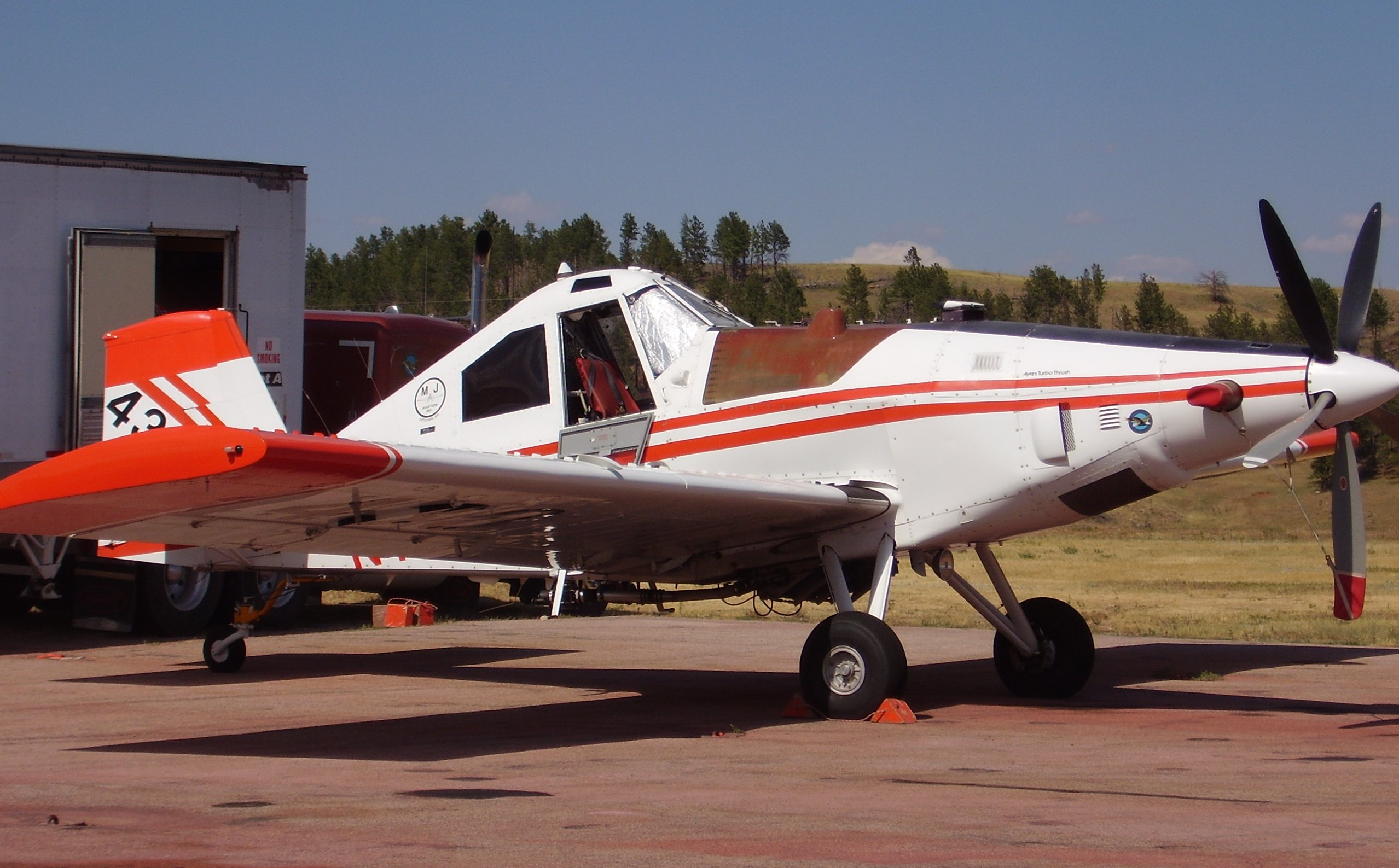
ايريس إس2آر-تي بمحرك مروحة عنفية

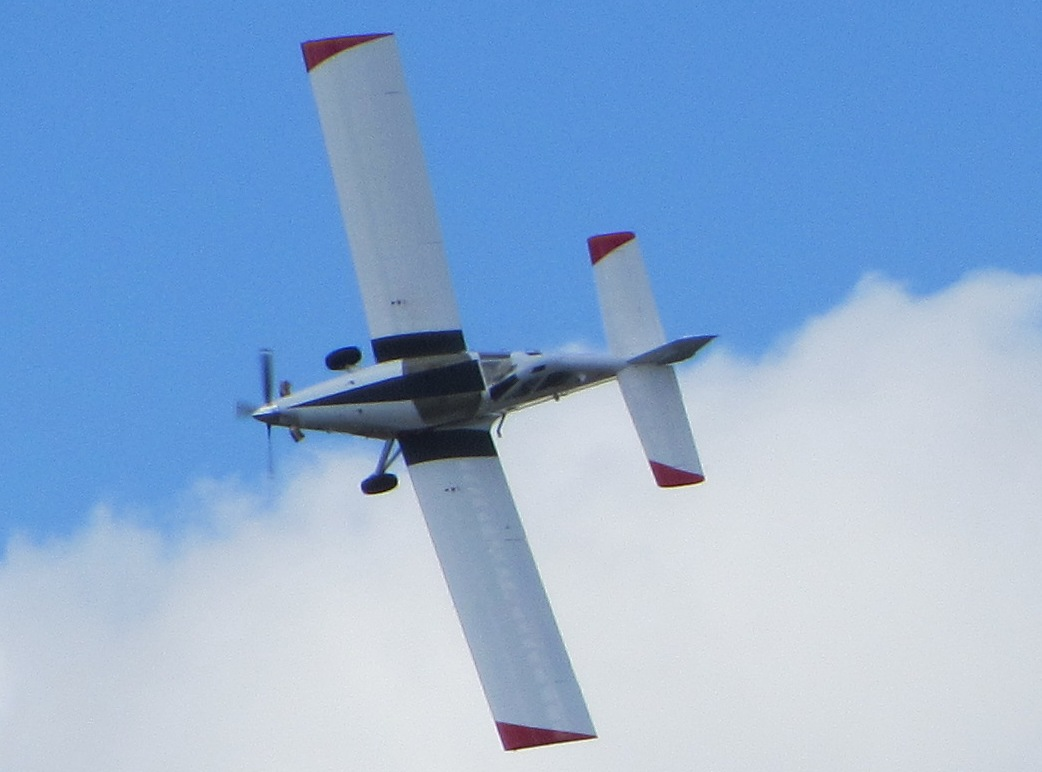
موديل 510 جي

### سنو أيرو نيوتيك
مصدر المعلومات: (per Simpson, 2005, p.39)
- إس-1  (بالإنجليزية: S-1)‏: النموذج الأولي مع قمرة قيادة مفتوحة.
- إس-2  (بالإنجليزية: S-2)‏: إصدار ما قبل إنتاج «إس-1»، إنتج منها ثلاث طائرات.
  - إس-2إيه (بالإنجليزية: S-2A)‏: نسخة الإنتاج الأولي، مدعمة بمحرك كونتيننتال، إنتج منها 73 طائرة.
  - إس-2بي  (بالإنجليزية: S-2B)‏: نسخة من «إس-2» مدعمة بمحرك آر -985 قوة 450 حصان من إنتاج برات آند ويتني، إنتج منها 19 طائرة.
  - إس-2سي  (بالإنجليزية: S-2C)‏: نسخة مكررة من 214 .
    - إس-2سي-600  (بالإنجليزية: S-2C-600)‏: نسخة «إس-2سي» مدعمة بمحرك آر-1340- إيه إن 1 من إنتاج برات آند ويتني.

  - إس-2دي  (بالإنجليزية: S-2D)‏: الوزن عند الإقلاع (6000 رطل)، إنتج منها 105 طائرة.

### ايرو كوماندر
- إس-2دي أي جي كوماندر: (بالإنجليزية: S-2D Ag Commander)‏

### روكويل
- ثراش كوماندر 600: (بالإنجليزية: Thrush Commander 600)‏
- ثراش كوماندر 800: من قبل رايت آر-300.

### مارش
- إس2آر-تي تربو ثراش (بالإنجليزية: S2R-T Turbo Thrush)‏: هي «روكويل ثراش كوماندر» تم تحويلها إلى توربينات بواسطة   طيران مارش [الإنجليزية] باستخدام محرك غاريت أيرسيرش تي بي إي 331-1-101   [الإنجليزية]

### ايريس
- إس-2آر 1340 (بالإنجليزية: S-2R 1340)‏: ما يعادل «ثراش كوماندر 600».
- إس-2آر 1820:
- بول ثراش: (بالإنجليزية: Bull Thrush)‏
- بزيتل ثراش: بواسطة  بي زد إل-3  [الإنجليزية].
- إس-2آر-تي: إصدار توربيني مجهز بمحرك بي تي 6 إيه من إنتاج برات آند ويتني.

### ثراش
- ثراش موديل 400.
- ثراش موديل 510: مدعوم من   جنرال الكتريك إتش80 [الإنجليزية]
- ثراش موديل 550.
- ثراش موديل 660.

## وصلات خارجية
- Airliners.net Ayres Thrush